# 萊熱沃爾德 (馬里蘭州)
萊熱沃爾德（英語：Leisure World）是位於美國馬里蘭州蒙哥馬利縣的一個普查規定居民點。

## 人口
根據2020年美國人口普查的數據，萊熱沃爾德的面積為2.94平方千米，當中陸地面積為2.92平方千米，而水域面積為0.02平方千米。當地共有人口9215人，而人口密度為每平方千米3,134.35人。